# Annie (musical)
Annie is een musical uit 1977 op basis van de strip Little Orphan Annie van Harold Gray. Het idee om er een musical van te maken kwam van Martin Charnin. Hij schreef ook de liedteksten van de musical. De overige tekst werd geschreven door Thomas Meehan en de muziek is gecomponeerd door Charles Strouse. Vooral het lied Tomorrow uit de voorstelling werd wereldwijd bekend.
De musical werd voor het eerst vertoond op 21 april 1977 in New York. Hij is wereldwijd in meerdere landen opgevoerd. Zo was de musical bijna zes jaar te zien op Broadway. De musical bracht ook veel spin-offs voort waaronder drie films.

## Verhaal
Annie is een kind van 11 jaar met een bos rode krullen. Ze woont in een weeshuis dat geleid wordt door Miss Hannigan, die uitsluitend op eigen gewin uit is. Annies ouders hadden op een briefje genoteerd dat ze haar zouden komen ophalen. Elke dag hoopt ze dat ze komen opdagen maar dat gebeurt niet.
Annie staat samen met de andere meisjes onder het harde regime van Miss Hannigan. Ze moeten al haar klusjes doen en ’s morgens heel vroeg opstaan om schoon te maken. Wanneer op een dag Grace Farrell, de assistente van miljonair Oliver "Daddy" Warbucks, naar het weeshuis komt, verandert Annies leven drastisch. Grace Farrell komt een kind halen om hem/haar tijdens de kerstvakantie bij Warbucks te laten logeren. Ze kiest Annie.
Ondanks dat hij gerekend had op een jongetje, blijkt het enorm goed te klikken tussen Annie en Warbucks en ze gaan samen op zoek naar Annies ouders. Dit blijkt echter niet zo’n makkelijke klus want het enige dat Annie aan haar ouders bindt, is een zilveren medaillon dat ze bij haar hebben achtergelaten. Tijdens het populaire radioprogramma van Burt Healy doen ze een oproep en loven ze geld uit aan degene die iets meer over de ouders van Annie kan vertellen. Hierop komen er enorm veel koppels over de vloer die beweren dat zij Annies echte ouders zijn.
Miss Hannigan heeft geld geroken en bedenkt samen met haar broer Rooster en zijn vriendin Lily een plan om het geld te pakken krijgen. Rooster Hannigan en Lily doen zich voor als de ouders van Annie maar vallen uiteindelijk door de mand want Warbucks ontdekt dat Annies ouders reeds jaren geleden gestorven zijn. Annie wordt uiteindelijk door Warbucks geadopteerd.

## Broadway
De musical Annie draaide 6 jaar op Broadway, waar de laatste voorstelling op 2 januari 1983 werd gespeeld. In totaal vonden er 2.377 voorstellingen plaats. De musical kreeg zeven Tony Awards, waaronder die voor beste muziek, verhaal, musical en choreografie. Een van de hoofdrolspelers op Broadway was Sarah Jessica Parker, die de rol van Annie tussen 1978 en 1980 op zich nam.

## Nederland
In Nederland was Annie in verschillende versies te zien. De allereerste versie van Annie werd in 1997 geproduceerd door Stardust Theatre en geregisseerd door de schrijver de musical, Martin Charnin. De vertaling was van de hand van Daniel Cohen. Deze voorstelling was twee seizoenen lang te zien in alle grote theaters van Nederland.
De tweede versie van de musical Annie in Nederland werd in 2005/2006 geproduceerd door V&V Entertainment van Albert Verlinde. De regie was van John Yost, de vertaling van Allard Blom. Deze productie van Annie werd genomineerd voor:
- John Kraaijkamp Musical Award 2005 voor de beste mannelijke bijrol (Raymond Kurvers)
- ANWB Publieksprijs 2006 voor de Beste Musical

Na de tournee in het seizoen 2005/2006 was deze voorstelling tijdens het seizoen 2006/2007 te zien in het Efteling Theater.
V&V Entertainment maakte in het seizoen 2012/2013 een nieuwe versie van de musical, die op 25 november 2012 in première ging in het Theater aan de Parade in 's-Hertogenbosch. Ook deze versie werd geregisseerd door John Yost. Voor de voorstellingen in Antwerpen en Gent werden enkele rollen door Vlaamse acteurs overgenomen.
Op 1 december 2019 ging een geheel nieuwe versie in première in het Chassé Theater in Breda. Deze versie, geproduceerd door Mark Vijn Theaterproducties i.s.m. de Theateralliantie, werd oorspronkelijk geregisseerd door William Spaaij. Deze stopte echter als regisseur vanwege 'een verschil van artistiek inzicht'. Zijn taken werden overgenomen door de choreograaf van de voorstelling, Pim Veulings. De tournee van deze productie werd onderbroken door de coronacrisis.

### Cast
| Rol                                                                                                 | 1997-1999 Stardust | 2005-2007 V&V Entertainment | 2012-2013 V&V Entertainment | 2019-2020/ 2022 Mark Vijn Theaterproducties i.s.m. De Theateralliantie |  |
| --------------------------------------------------------------------------------------------------- | --- | --- | --- | --- |  |
| Annie                                                                                               | Lilian Bosch, Nicoline van Doorn, Lotte Geetsma, Nathalie van Gent, Deborah de Groot, Babette van Hazebroek, Chantal van der Klugt, Anouk Maas, Mariëlle Nieuwenhuizen, Claire Schuch, Sacha Steenvoorden, Suzanne Voorbij, Liselotte van der Zwaal | Esmee de Boer, Cheyenne Krijgsman, Stephanie van Rooijen, Marieke Swart, Stephanie Verstraten, Robin Virginie, Neeltje de Vree, Jennifer Welts, Kika Wilschut, Sharon Witsiers                   | Antoinet van Berkel, Venna van den Bosch, Mirre Licht, Roos van der Plas, Zoe Rijk, Iris Verhoek                                                                                              | D'lila Karssing, Dalia Neeskens, Ida Verspaandonk, Jismerai Kaya, Lux Parser |  |
| Juf Hannigan (1997-1999) Miss Hannigan (2005-2007, 2012-2013, 2019-2020/ 2022)                      | Nelly Frijda | Loeki Knol | Gerrie van der Klei, Jenny Arean | Willemijn Verkaik/ Lucretia van der Vloot |  |
| understudy                                                                                          | Guuske Kotte | Maja van den Broecke (alternate) | Dorien Roozendaal | |  |
| Oliver "Pappa" Warbucks (1997-1999) Oliver "Daddy" Warbucks (2005-2007, 2012-2013, 2019-2020/ 2022) | Will van Selst | Edwin Rutten | Tony Neef | Edwin Jonker/ Tjebbo Gerritsma |  |
| understudy                                                                                          | Henri Overduin | Raymond Kurvers | Raymond Kurvers | |  |
| Grace Farrel                                                                                        | Margot Giselle | Wieneke Remmers, Renée van Wegberg | Maike Boerdam | Eva van Gessel |  |
| understudy                                                                                          | Rigtje Passchier | Vanessa Timmermans | Dorien Roozendaal | |  |
| President Roosevelt (1997-1999, 2005-2007, 2012-2013) President (2019-2020/ 2022)                   | Hans van der Gragt | Raymond Kurvers | Raymond Kurvers | Doris Baaten |  |
| understudy                                                                                          | Martin van Os | Zjon Smaal | Nick Fleuren | |  |
| Lilly St. Regis (1997-1999) Lilly Waldorf (2005-2007, 2012-2013, 2019-2020/ 2022)                   | Suzanne Heyne | Melise de Winter | Cindy Bell | Myrthe Huber/ Imke Smit |  |
| understudy                                                                                          | Yolanda Germain | Saar Bressers | Natasha Willems | |  |
| Haantje Hannigan (1997-1999, 2012-2013) Rooster Hannigan (2005-2007, 2019-2020/ 2022)               | Dick Cohen | Michel Sorbach | Joey Schalker | Sjoerd Spruijt/ Steyn de Leeuwe |  |
| understudy                                                                                          | Arie Cupé | Armand Pol | Diederik Rep | |  |
| Ensemble                                                                                            | Saskia Ambachtsheer, Marthy van den Broek, Arie Cupé, Yolanda Germain, Nathalie Haneveld, Marvin Kolk, Guuske Kotte, Anouk van Nes, Martin van Os, Henri Overduin, Rigtje Passchier, Lara Postulart, Klaas Spekken                                  | Vanessa Timmermans, Yvonne Valkenburg, Saar Bressers, Wendy Peters, Marleen de Vries, Lieve de Vree, Zjon Smaal, Armand Pol, Stephan Holwerda, Norman van Huut, Peter Stoelhorst, Boris Schreurs | Dorien Roozendaal, Diederik Rep, Pieter de Groot, Nick Fleuren, Natasha Willems, Henk van de Bosch, Fenna Ramos, Lisa Scheffer, Charlotte de Graaf, Sylvia Boone, Saner de Graaf, Bjorn Nabbe | Dieter Spileers, Danny Houtkooper, Melinda de Vries, Amanda Payne, Sammy Uivel, Michael Muyderman, Sterre Verschoor (allen 2019-2020) / Bart Rijnink, Charlotte Dommershausen, Gino Taytelbaum, Jip Wassenberg, Juul van de Laar, Jilviën Ooosterwolde, Alicia Boedhoe (allen 2022) |  |

## België
In 1992 kwam Annie voor het eerst naar België. De musical werd door het toenmalige KJT uitgebracht in een regie van Jos Dom. Pol Goossen speelde de hoofdrol en drie van de weesmeisjes waren Deborah De Ridder, Lien Van de Kelder en Anneke van Hooff. (Mesman, F., 2008, p. 4) De voorstelling keerde in 2008-2009 terug naar de Stadsschouwburg Antwerpen, de Capitole in Gent, de Grenslandhallen in Hasselt en het Kursaal van Oostende. Ze werd wegens succes verlengd. In 2012 en 2013 werd Annie terug gespeeld in de Stadsschouwburg van Antwerpen en Capitole in Gent met afwisselend Pommelien Thijs en Lotte De Clerck in de hoofdrol. Zij werden gekozen tijdens het televisieprogramma 'Op Zoek Naar Annie'.

### Cast
| Rol                          | 2008-2009 Stadsschouwburg Antwerpen | 2012-2013 Stadsschouwburg Antwerpen | 2025 Theater Elckerlyc |
| ---------------------------- | --- | --- | --- |
| Annie                        | Nore Primus, Laura Tesoro, Haruka Sugihara | Pommelien Thijs, Lotte De Clerck | Elise Lagrou, Hanne Lefever |
| Oliver Warbucks              | Marijn Devalck | Mark Tijsmans | Lucas Van den Eynde |
| alternate/understudy         | Harry Deswarte | Raymond Kurvers | |
| Miss Hannigan                | Daisy Thys / Wanda Joosten | Deborah De Ridder | Tine Embrechts |
| alternate/understudy         | Anne-Lies Groeneveld-Keymeulen | Dorien Roozendaal | |
| Grace Farrel                 | Ann Van den Broeck | Maike Boerdam | Free Souffriau |
| alternate/understudy         | Sasha Rosen, Fleur Brusselmans | Dorien Roozendaal | |
| Lily                         | Sasha Rosen | Cindy Bell | Liesbeth Roose |
| alternate/understudy         | Fleur Brusselmans, Kristel Van Grunsven | Natasha Willems | |
| Rooster Hannigan             | Steve Beirnaert | Joey Schalker | Pieter Casteleyn |
| alternate/understudy         | Nordin De Moor | Diederik Rep | |
| President Roosevelt/Lt. Ward | Harry Deswarte | Raymond Kurvers | Kobe Van Herwegen |
| alternate/understudy         | Tom Lathouwers, Frank Lunenburg | Nick Fleuren | |
| Ensemble                     | Lieve De Vree (Pepper, swing, kinderregisseur), Anne-Lies Groeneveld-Keymeulen (Mevr. Greer), Fleur Brusselmans (Ster in Spé, Boylan Sister), Ellen Braet (Boylan Sister, Dance Captain), Kristel Van Grunsven (Boylan Sister), Annelies Boel (alternate Ster in Spé), Ine Maes (swing), Dieter Verhaegen(Drake, Bert Healy), Tom Lathouwers (Meneer Bundles, Louis Howe), Nordin De Moor (Harold Ickes, Rechter Brandies, Drake & Healy), Sascha Vincke (Fred McCracken), Frank Lunenburg (Geluidsman, Rechter Brandies, Harold Ickes & Louis Howe), Mauricio De Kok (ensemble) | Dorien Roozendaal, Diederik Rep, Pieter de Groot, Nick Fleuren, Natasha Willems, Henk van de Bosch, Fenna Ramos, Lisa Scheffer, Charlotte de Graaf, Sylvia Boone, Saner de Graaf, Bjorn Nabbe | Charlotte Campion, Charlotte Boudry, Dorian Liveyns, Wout Puimège, Free Van Hee, Kobe Van Herwegen, Kenny Verelst, Charlotte Verduyn |
| Kindergroepen                | Annie-Dreams: Nore Primus, Laurenne Croes, Kalinka Verschraegen, Laurien Poelemans, Aiko Vanparys, Yasmin Karssing (Annie-Dreams), Laura Tesoro, Solana Onzia, Axelle Defossez, Julie Thomas, Hanne Verstraeten, Hanne Schoovaerts (Anne-Maniacs), Anouk Haruka Sugihara, Laura Maya Y Rosiers, Emma Wuyts, Janna Zasada, Charlotte Meyskens, Celine Brouwers (meiden van morgen) | (Groep 1) Annie: Lotte De Clerck, Molly: Camille Mottrie, Kate: Manon Campion, Tessie: Lauranne De Caluwe, July: Sarah Maesen, Duffy: Charlotte Boudry (Groep 2) Annie: Pommelien Thijs, Molly: Norah Vekemans, Kate: Phebe Staelens, Tessie: Oona Abbeel, July: Emma Verlinden, Duffy: Hanne Verstraeten | |

## Scènes en muzikale nummers Nederlandse versie

### Akte 1
- Scène 1: Een weeshuis in New York. 3.45 uur in de morgen, december 1933.

Wachten (Annie)
Een zwaar bestaan (Annie, Pepper, Duffy, July, Tessy, Kate en Molly)
- Scène 2: Een straat in New York, een oude decemberdag, later die dag.

Morgen (Annie)
- Scène 3: Een krottenwijk onder een brug, een zogenaamde Hooverville, dezelfde avond.

Met grote dank aan Herbert Hoover (ensemble)
- Scène 4: Het weeshuis. De volgende dag.

Meidengrut (Miss Hannigan)
- Scène 5: Het huis van Oliver Warbucks, dezelfde middag.

Ik heb het nu al naar mijn zin (Grace Farrell, Annie en ensemble)
- Scène 6: New York.

N.Y.C. (Oliver Warbucks, Grace Farrell, Annie en ensemble)
- Scène 7: Het kantoor van Miss Hannigan. Een week later.

Pak de poen (Miss Hannigan, Rooster en Lily)
- Scène 8: Het kantoor van Oliver Warbucks, de volgende ochtend.

Deze man vindt je ouders terug (Grace Farrell, Oliver Warbucks, Annie en ensemble)

### Akte 2
- Scène 1: Een radiostudio. Tijdens de uitzending van het ‘Uur Van De Lach’, de volgende dag.

Wachten (reprise) (Annie)
Draag vandaag uw pak, maar ook een lach (Bert Healy en de Boylan sisters)
- Scène 2: Het kantoor van Miss Hannigan, dezelfde dag.

Draag vandaag uw pak, maar ook een lach (reprise) (Pepper, Duffy, July, Tessy, Kate en Molly)
Pak de poen (reprise) (Miss Hannigan, Rooster en Lily)
- Scène 3: Het Witte Huis, de volgende dag.

Morgen (reprise) (Annie, President F.D. Roosevelt, Oliver Warbucks, Howard Ickes, Louis Howe, secretaresse Perkins)
- Scène 4: Het kantoor van Oliver Warbucks, kerstavond.

Er mist iets (Oliver Warbucks)
Met jou (Oliver Warbucks en Annie)
- Scène 5: De hal in het huis van Oliver Warbucks, kerstavond.

Annie (ensemble)
Met jou (reprise) (Oliver Warbucks, Annie en ensemble)
- Scène 6: De hal in het huis van Oliver Warbucks, 1e kerstdag.

Dromen/morgen (reprise) (Grace Farrell)
Meidengrut (reprise) (Miss Hannigan)
Ik wil geen dag meer zonder jou (Oliver Warbucks, Annie, Grace Farrell en ensemble)

## Muzikale nummers Engelse versie
| Act 1 - Overture — Orchestra - Maybe — Annie & Orphans - It's the Hard Knock Life — Annie & Orphans - It's the Hard Knock Life (Reprise) — Orphans - Tomorrow — Annie - We'd Like to Thank You Herbert Hoover — Hooverville-ites & Annie - Little Girls — Miss Hannigan - Little Girls (Reprise) — Miss Hannigan - I Think I'm Gonna Like It Here — Grace, Annie & Servants - N.Y.C. — Warbucks, Grace, Annie, Star-to-Be, Chorus - Easy Street — Rooster, Miss Hannigan, Lily - You Won't Be an Orphan for Long — Grace, Drake, Servants, Annie, Warbucks - Maybe (Reprise) — Annie |  | Act 2 - Entr'acte — Orchestra - Maybe (Reprise) — Annie - You're Never Fully Dressed Without a Smile — Bert Healy, Boylan Sisters - You're Never Fully Dressed Without a Smile (Children) — Orphans - Easy Street (Reprise) — Rooster, Miss Hannigan, Lily - Tomorrow (Cabinet Reprise) — Annie, Roosevelt, Warbucks, Cabinet - Something Was Missing — Warbucks - I Don't Need Anything But You — Warbucks, Annie, Grace, Drake, Servants - Annie — Grace, Drake & Servants - Maybe (Reprise) — Annie - New Deal for Christmas — Warbucks, Grace, Annie, Roosevelt, Servants, Orphans |

**Toegevoegd in 2000 toen het script werd herzien voor de Australische productie.

## Verfilmingen
De musical is meermalen verfilmd.
De eerste verfilming was in 1982. Deze film werd geproduceerd door Columbia Pictures, met Aileen Quinn als Annie. In 1995 kreeg deze film een vervolg getiteld Annie: A Royal Adventure!.
De tweede verfilming dateert uit 1999. Dit was een productie van The Walt Disney Company, met nieuwkomer Alicia Morton als Annie.
De derde verfilming dateert uit 2014 en heeft Quvenzhané Wallis in de titelrol van Annie.